# 聖キリアキ
聖キリアキ（ギリシャ語:Κυριακή / Kyriakē）、あるいは聖ネデリャ（ブルガリア語:Света Неделя / Sveta Nedelya）は、3世紀のギリシャの人物であり、キリスト教の聖人である。ギリシャ人でキリスト教徒であったドロテウスとエウセビアの娘として生まれる。主日（日曜日）に生まれたことから、ギリシャ語で「主日」を意味するキリアキと名づけられた。

## 来歴
ローマ皇帝ディオクレティアヌスはキリアキの両親がキリスト教徒であったため彼らを拷問するよう命じ、後に2人を追放した。キリアキは、ディオクレティアヌスの共同統治者であった皇帝マクシミアヌスの元に送られ、法廷に引き出される。その場で信仰を捨てることを拒絶すると、皇帝は鞭打ちを命じた。皇帝の者たちがあらゆる方法でキリアキを拷問したが、彼女の信仰を崩すことはできなかった。ある夜、牢獄にて「拷問を恐れるな、キリアキよ。我が聖神（聖霊）はお前と共にある。」との神の声を聞き、それを信じる。そしてその後もさまざまな拷問を生き抜き、ついに断首されることになったときに神への祈りを始めた。それがキリアキが生きている間に成した最後の行いであった。キリアキは21歳で死去した。
毎年7月7日はキリアキの記憶日となっている。